# Karim Matmour
Karim Matmour (ar. كريم مطمور, ur. 25 czerwca 1985 w Strasburgu) – piłkarz algierski grający na pozycji prawego pomocnika. Posiada także obywatelstwo francuskie.

## Kariera klubowa
Matmour urodził się w Strasburgu, w rodzinie pochodzenia algierskiego. Karierę piłkarską rozpoczął w tamtejszym RC Strasbourg. Nie przebił się do podstawowego składu tego zespołu, a w 2003 roku rozegrał jedno spotkanie w amatorskich rezerwach tego klubu. W 2004 roku odszedł do ASPV Strasbourg i grał w piątej lidze francuskiej.
W 2004 roku Matmour wyjechał do Niemiec i został piłkarzem rezerw SC Freiburg. Do 2006 roku występował w Oberlidze, czyli czwartej lidze Niemiec. W międzyczasie w 2005 roku stał się członkiem pierwszego zespołu Freiburga, a 28 stycznia 2006 zadebiutował w 2. Bundeslidze w wygranym 1:0 domowym spotkaniu z Dynamem Drezno. Od czasu debiutu był podstawowym zawodnikiem klubu, jednak grając w nim przez trzy lata nie zdołał awansować do pierwszej ligi niemieckiej. We Freiburgu rozegrał 79 ligowych meczów i zdobył 10 goli.
Latem 2008 roku Matmour przeszedł za sumę 2,6 miliona euro do beniaminka Bundesligi, Borussii Mönchengladbach. W Borussii po raz pierwszy wystąpił 17 sierpnia 2008 w meczu z VfB Stuttgart (1:3). 30 sierpnia tamtego roku zdobył pierwszego gola w Bundeslidze w wygranym 3:2 meczu z Werderem Brema. W sezonie 2008/2009 pomógł Borussii w utrzymaniu się w pierwszej lidze Niemiec.
W latach 2011–2013 Matmour grał w Eintrachcie Frankfurt, a w latach 2013–2015 – w 1. FC Kaiserslautern. W sezonie 2015/2016 najpierw występował w Al-Arabi Kuwejt, a następnie w Huddersfield Town. Latem 2016 trafił do TSV 1860 Monachium. W 2017 grał w Adelaide United, w którym zakończył karierę.
| Sezon   | Klub                     | Kraj      | Rozgrywki      | Mecze | Bramki |
| ------- | ------------------------ | --------- | -------------- | ----- | ------ |
| 2003/04 | RC Strasbourg B          | Francja   | CFA            | 1     | 0      |
| 2003/04 | ASPV Strasbourg          | Francja   | CFA 2          | ?     | ?      |
| 2004/05 | SC Freiburg              | Niemcy    | Oberliga       | 32    | 9      |
| 2005/06 | SC Freiburg              | Niemcy    | Oberliga       | 19    | 6      |
| 2005/06 | SC Freiburg              | Niemcy    | 2. Bundesliga  | 16    | 2      |
| 2006/07 | SC Freiburg              | Niemcy    | 2. Bundesliga  | 31    | 3      |
| 2007/08 | SC Freiburg              | Niemcy    | 2. Bundesliga  | 32    | 5      |
| 2008/09 | Borussia Mönchengladbach | Niemcy    | Bundesliga     | 34    | 3      |
| 2009/10 | Borussia Mönchengladbach | Niemcy    | Bundesliga     | 25    | 1      |
| 2010/11 | Borussia Mönchengladbach | Niemcy    | Bundesliga     | 18    | 0      |
| 2011/12 | Eintracht Frankfurt      | Niemcy    | 2. Bundesliga  | 28    | 6      |
| 2012/13 | Eintracht Frankfurt      | Niemcy    | Bundesliga     | 24    | 1      |
| 2013/14 | 1. FC Kaiserslautern     | Niemcy    | 2. Bundesliga  | 32    | 3      |
| 2014/15 | 1. FC Kaiserslautern     | Niemcy    | 2. Bundesliga  | 24    | 2      |
| 2015/16 | Al-Arabi Kuwejt          | Kuwejt    | Premier League | 2     | 2      |
| 2015/16 | Huddersfield Town        | Anglia    | Championship   | 16    | 1      |
| 2016/17 | TSV 1860 Monachium       | Niemcy    | 2. Bundesliga  | 13    | 0      |
| 2017/18 | Adelaide United          | Australia | A-League       | 8     | 0      |

## Kariera reprezentacyjna
W 2007 roku Matmour ogłosił chęć występów w reprezentacji Algierii. W niej zadebiutował 7 lutego 2007 roku w wygranym 2:1 towarzyskim spotkaniu z Libią. Od czasu debiutu stał się podstawowym zawodnikiem kadry narodowej i walczy z nią o awans do Mistrzostw Świata 2010 oraz Pucharu Narodów Afryki 2010.